# Sumidagawa hanabi taikai

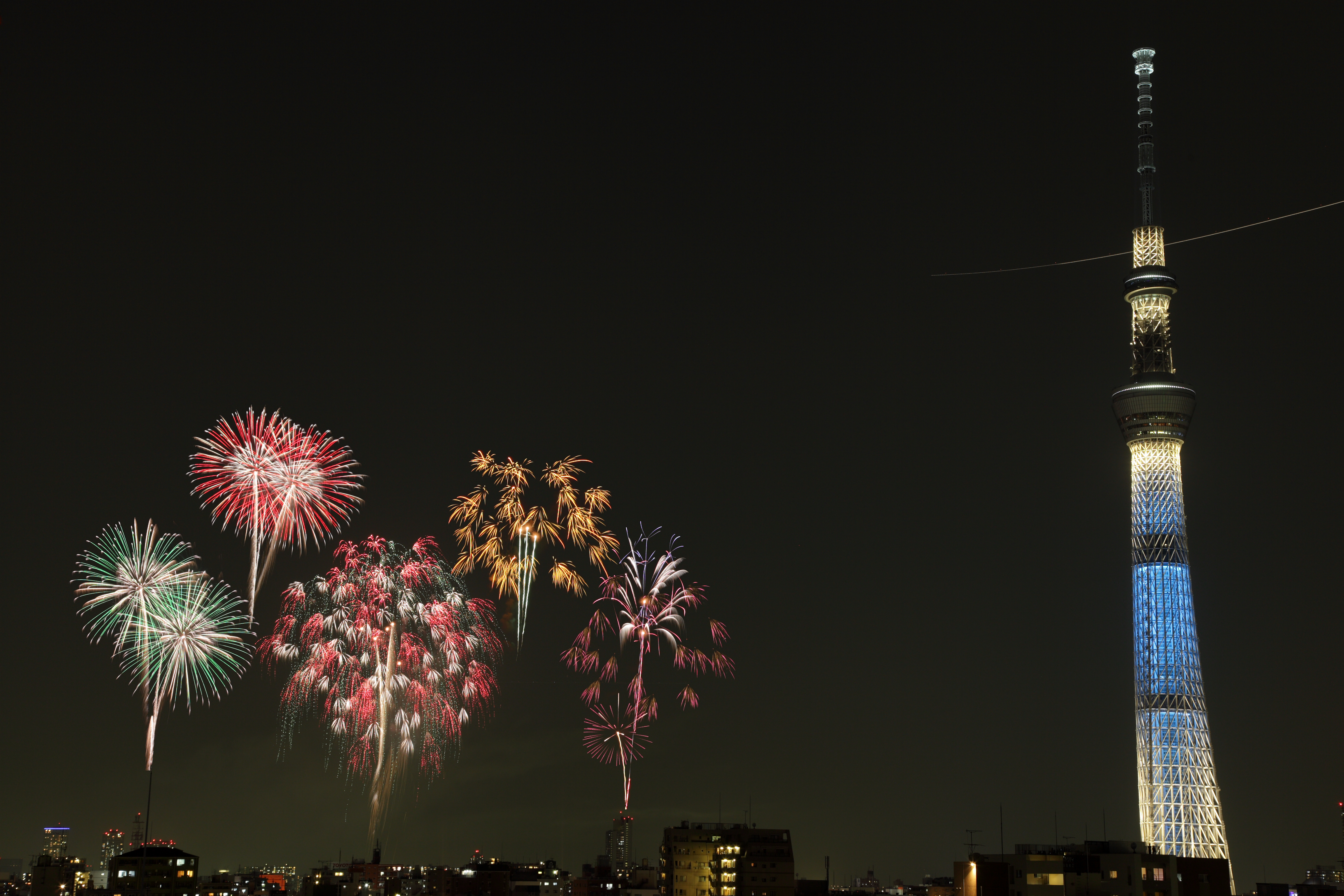
Tokyo Skytree.

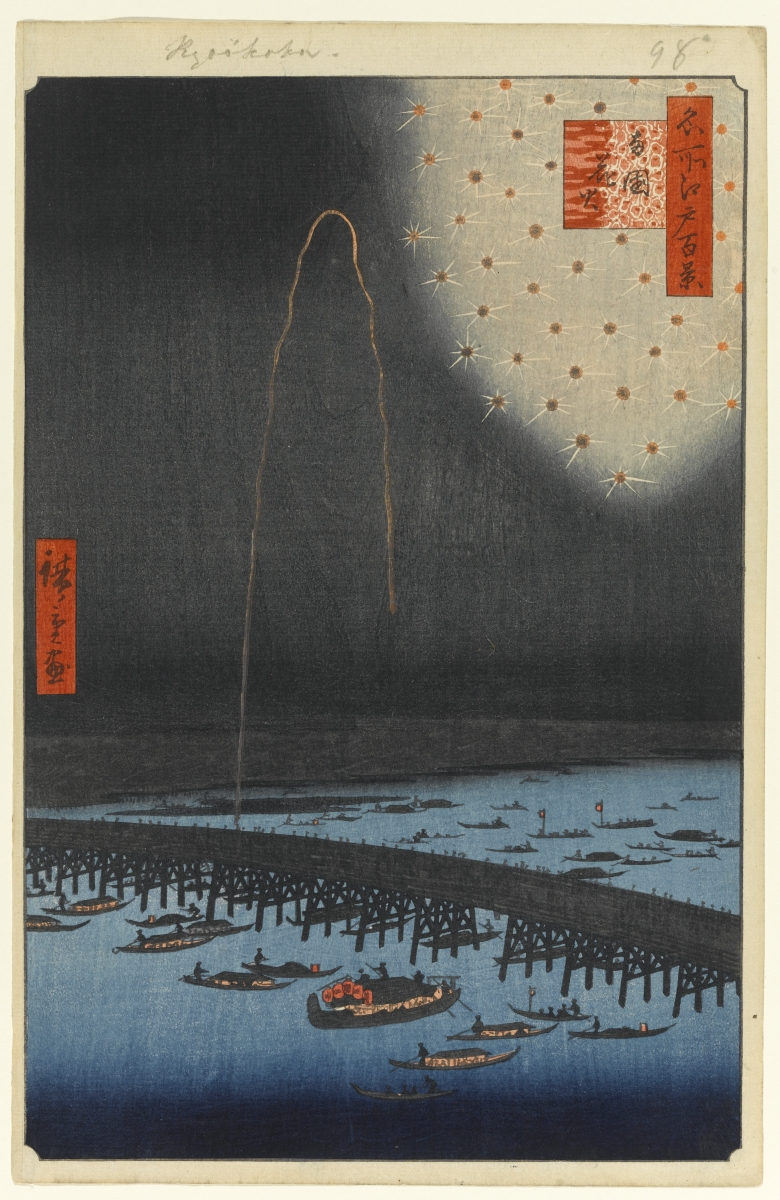
Cent vues d'Edo (Hiroshige).

Le grand festival de feux d’artifice de Sumidagawa (隅田川花火大会, Sumidagawa hanabi taikai) est un festival annuel ayant lieu le dernier samedi de juillet, le long de la Sumidagawa près d'Asakusa. Contrairement à la plupart des feux d'artifice se déroulant dans le monde, le Sumidagawa hanabi taikai est d’abord un concours organisé entre des groupes pyrotechniques. Chaque groupe tente de produire le meilleur spectacle, ce qui donne lieu à une incroyable variété de feux d'artifice autant dans la forme que dans les couleurs.
Ce spectacle est une tradition de la période Edo et attire chaque année près d'un million de personnes. Des événements similaires ont lieu le même jour dans tout le Japon.

## Histoire
La tradition remonte à 1732, lorsque les feux d'artifice ont été lancés dans le cadre de la fête des morts. Le pays vivait une grave crise économique, le peuple souffrait de la famine et de la maladie. Ainsi, les rituels et les célébrations à travers le feu d'artifice ont joué des rôles multiples. Il s’agissait de faire le deuil des morts tout en divertissant les pauvres.
Initialement, ce festival s’appelait Ryōgoku kawabiraki (両国川開き), cette manifestation est devenue une tradition bien établie en 1810 et les rivalités ont commencé au sujet du contrôle du festival. Tamaya (玉屋) et Kagiya (键屋), des guildes d'artificiers, deviendront rapidement les deux principaux rivaux, initiant ainsi la tradition de la compétition. Chaque guilde tenterait d'impressionner les spectateurs afin de gagner en popularité et en soutien. Le nombre de spectateurs a augmenté de façon constante, et ils se sont mis à crier les noms (voir Yagō) de leurs artistes préférés.
Bien que le Tamaya ait profité d’une popularité constante à l'encontre des Kagiya[pas clair], un grave incendie se déclencha en 1843 durant lequel il perdit de son aura ; à la suite de quoi, il a été décidé que les festivals s’éloignent des villes pour éviter un autre accident.
La tradition a survécu lors de la restauration de Meiji en 1868, et a continué chaque année. À partir des années 1920, la tradition s'essouffle, et cesse durant la Seconde Guerre mondiale. Enfin, c’est en 1978 que la tradition est rétablie et continue à ce jour.